# Liste der Baudenkmale in Doberlug-Kirchhain
In der Liste der Baudenkmale in Doberlug-Kirchhain sind alle Baudenkmale der brandenburgischen Gemeinde Doberlug-Kirchhain und ihrer Ortsteile aufgelistet. Grundlage ist die Veröffentlichung der Landesdenkmalliste mit dem Stand vom 31. Dezember 2023. Die Bodendenkmale sind in der Liste der Bodendenkmale in Doberlug-Kirchhain aufgeführt.

## Legende
In den Spalten befinden sich folgende Informationen:
- ID-Nr.: Die Nummer wird vom Brandenburgischen Landesamt für Denkmalpflege vergeben. Ein Link hinter der Nummer führt zum Eintrag über das Denkmal in der Denkmaldatenbank. In dieser Spalte kann sich zusätzlich das Wort Wikidata befinden, der entsprechende Link führt zu Angaben zu diesem Denkmal bei Wikidata.
- Lage: die Adresse des Denkmales und die geographischen Koordinaten. Link zu einem Kartenansichtstool, um Koordinaten zu setzen. In der Kartenansicht sind Denkmale ohne Koordinaten mit einem roten beziehungsweise orangen Marker dargestellt und können in der Karte gesetzt werden. Denkmale ohne Bild sind mit einem blauen bzw. roten Marker gekennzeichnet, Denkmale mit Bild mit einem grünen beziehungsweise orangen Marker.
- Bezeichnung: Bezeichnung in den offiziellen Listen des Brandenburgischen Landesamtes für Denkmalpflege. Ein Link hinter der Bezeichnung führt zum Wikipedia-Artikel über das Denkmal.
- Beschreibung: die Beschreibung des Denkmales
- Bild: ein Bild des Denkmales und gegebenenfalls einen Link zu weiteren Fotos des Baudenkmals im Medienarchiv Wikimedia Commons

## Denkmalbereiche
| ID-Nr.   | Lage                                 | Bezeichnung                                                                   | Beschreibung | Bild |
| -------- | ------------------------------------ | ----------------------------------------------------------------------------- | ------------ | ---- |
| 09135805 | Doberlug-Kirchhain, Doberlug (Lage)  | Satzung zum Schutz des Denkmalbereichs „Historischer Stadtkern von Kirchhain“ |              | BW   |
| 09135059 | Doberlug-Kirchhain, Kirchhain (Lage) | Satzung zum Schutz des Denkmalbereichs „Stadtkern von Doberlug“               |              | BW   |

## Baudenkmale in den Ortsteilen

### Arenzhain
| ID-Nr.   | Lage   | Bezeichnung | Beschreibung                                                                                      | Bild           |
| -------- | ------ | ----------- | ------------------------------------------------------------------------------------------------- | -------------- |
| 09135077 | (Lage) | Dorfkirche  | Der Saalbau besteht aus Feld- und Backstein. Die Entstehung wird auf das 13. Jahrhundert datiert. | weitere Bilder |

### Buchhain
| ID-Nr.            | Lage   | Bezeichnung | Beschreibung                                                                            | Bild           |
| ----------------- | ------ | ----------- | --------------------------------------------------------------------------------------- | -------------- |
| 09135079 Wikidata | (Lage) | Dorfkirche  | Die Saalkirche besteht aus Feldstein. Die Entstehung wird auf die Zeit um 1300 datiert. | weitere Bilder |

### Doberlug-Kirchhain
| ID-Nr.                           | Lage                                               | Bezeichnung | Beschreibung | Bild           |
| -------------------------------- | -------------------------------------------------- | --- | --- | -------------- |
| 09135060                         | (Lage)                                             | Marktplatz im Ortsteil Kirchhain, mittelalterliche Stadtanlage                                                                                                  | Unter Denkmalschutz steht hier der historische Marktplatz der einstigen Stadt Kirchhain, welche 1234 erstmals urkundlich erwähnt wurde. | weitere Bilder |
| 09136022                         | Am Hagwall (Lage)                                  | Kriegerdenkmal | Das Denkmal befindet sich am Südende einer Grünlage. Die Entstehung wird auf das Jahr 1934 datiert. Für den Entwurf zeichnete der Künstler Hermann Kurt Hosaeus verantwortlich. | weitere Bilder |
| 09135297                         | Am Krankenhaus 3 (Lage)                            | Gutshaus Kleinhof mit westlich des Gutshauses gelegenen Wirtschaftsgebäude und Park mit Mausoleum                                                               | Das 1907 erbaute, heute leerstehende Gebäude wurde einst als Gutshaus, Krankenhaus (bis 1970) und Pflegeheim (bis 1996) genutzt. | weitere Bilder |
| 09136259 Teilobjekt zu: 09135297 | Am Krankenhaus 3 (Lage)                            | Wirtschaftsgebäude | | BW             |
| 09136260 Teilobjekt zu: 09135297 | Am Krankenhaus 3 (Lage)                            | Gutspark | | BW             |
| 09136261 Teilobjekt zu: 09135297 | Am Krankenhaus 3 (Lage)                            | Mausoleum | | BW             |
| 09135622                         | Am Kirchplatz 5 (Lage)                             | Wohnhaus | Es handelt sich hier um einen zweigeschossigen Fachwerkbau mit Satteldach und vorgelegter Fassade. Die Entstehung wird auf die Jahre 1687 und 1688 datiert. | weitere Bilder |
| 09136023                         | Am Markt (Lage)                                    | Gedenksäule für die im Deutsch-Französischen Krieg von 1870/71 Gefallenen                                                                                       | Das Denkmal befindet sich südlich des Rathauses. Die Entstehung wird inschriftlich auf das Jahr 1887 datiert. Für den Entwurf war vermutlich der Frankfurter Steinmetz Sperling verantwortlich. | weitere Bilder |
| 09135538                         | Am Markt 1 (Lage)                                  | Wohnhaus mit linkem Seitengebäude | Es handelt sich hier um einen zweigeschossigen Fachwerkbau mit Satteldach. Die Entstehung wird auf das Jahr 1795 datiert. | weitere Bilder |
| 09135082                         | Am Markt 8 (Lage)                                  | Rathaus | Es handelt sich hier um ein zweigeschossiges Gebäude mit Satteldach und Volutengiebeln. Die Entstehung wird auf die Jahre 1680 bis 1682 datiert. 1905 fanden umfangreiche Umbauarbeiten nach Entwürfen des Architekten Karl Weber statt. | weitere Bilder |
| 09135707                         | Bahnhofsstraße 1 (Lage)                            | Bahnhof Doberlug-Kirchhain | Der Turmbahnhof liegt an der Bahnstrecke Halle–Cottbus am Schnittpunkt mit der Bahnstrecke Berlin–Dresden. Er wurde 1875 eröffnet. Das Empfangsgebäude liegt im Winkel zwischen beiden Strecken. | weitere Bilder |
| 09135707                         | Bahnhofsallee 11a (Lage)                           | Molkerei | Bei der einstigen Molkerei handelt es sich um ein zweigeschossiges Gebäude mit Satteldach. Die Entstehung wird auf die Zeit um 1900 datiert. Das Gebäude wurde 2024 abgerissen. | weitere Bilder |
| 09135021                         | Finsterwalder Straße 82 (Lage)                     | Städtisches Freibad | Einweihung 1927 mit Sprungturm und Rutschbahn. Das Schwimmbecken ist zurückgebaut; verblieben sind Umkleidekabinen und Kioskgebäude in Holzbauweise | weitere Bilder |
| 09135038                         | Friedenstraße 4 (Lage)                             | Lederhalle | Die Halle des Vereins für Lederversteigerung wurde vom Oktober 1911 bis September 1912 erbaut. Sie ist 65 Meter lang und 24 Meter breit. Am 13. Dezember 1912 wurde sie mit einer Festveranstaltung in der Halle eingeweiht. Architekt und Bauleitung: Zivilingenieur Friedrich Heinrich Eduard Lehmann aus Eilenburg | weitere Bilder |
| 09136108                         | Gerberstraße 12 (Lage)                             | Wollspeicher des Gerbers Wülknitz | Es handelt sich hier um einen dreigeschossigen Fachwerkbau. Die Entstehung wird auf die Zeit um 1900 datiert. | BW             |
| 09136462                         | Grimmerstraße 52 (Lage)                            | „Land Knechts Wohnung“ und Arrest („Frohn Veste“) | | weitere Bilder |
| 09135086                         | Hauptstraße (Lage)                                 | Stadttorgedenksäulen | Errichtet 1907 an der Stelle des ehemaligen Soldatentores. Das Denkmal hat die Form eines Obelisken. | weitere Bilder |
| 09135039                         | Hauptstraße (Lage)                                 | Sowjetischer Ehrenfriedhof | 29 Ehrengräber mit Gedenkstele für die Opfer im Zweiten Weltkrieg. Datiert wird der Ehrenfriedhof auf die Jahre zwischen 1975 und 1980. Eine Umgestaltung erfolgte erst 2016. | weitere Bilder |
| 09135293                         | Hauptstraße 1 (Lage)                               | Wohnhaus | Das Gebäude ist zweigeschossig und mit einem Walmdach versehen. Die Entstehung wird auf das erste Viertel des 18. Jahrhunderts datiert. | weitere Bilder |
| 09135511                         | Hauptstraße 13 (Lage)                              | Wohn- und Geschäftshaus | Gegenwärtig als Geschäftsstelle der Sparkasse Elbe-Elster genutzt. Es handelt sich hier um ein zweigeschossiges Gebäude mit Mansarddach. Die Entstehung wird auf die erste Hälfte des 18. Jahrhunderts datiert. | weitere Bilder |
| 09135007                         | Hauptstraße 14 (Lage)                              | Wohnhaus | Es handelt sich hier um ein zweigeschossiges Gebäude mit Mansarddach. Die Entstehung wird auf die erste Hälfte des 18. Jahrhunderts datiert. | weitere Bilder |
| 09135083                         | Hauptstraße 18 (Lage)                              | Gasthof Rautenstock mit hofseitigen Nebengebäuden, Saalbau und Hofpflasterung                                                                                   | Der Gasthof Rautenstock wurde im Jahre 1666 als Gästehaus des Schlosses Doberlug angelegt und ist prägend für den barocken Charakter des Stadtteils. In dem Gebäude befand sich bis zum Ende des Zweiten Weltkrieges ein Gasthaus. Es handelt sich hier um ein zweigeschossiges Gebäude mit Mansardwalmdach. | weitere Bilder |
| 09136189 Teilobjekt zu: 09135083 | Hauptstraße 18 (Lage)                              | Stall & Remise | Die Gebäude schließen den Hof auf drei Seiten ab. Sie wurden 2012 abgerissen. | BW             |
| 09136190 Teilobjekt zu: 09135083 | Hauptstraße 18 (Lage)                              | Saalbau | | BW             |
| 09135085                         | Hauptstraße 71 (Lage)                              | Apotheke | Das Gebäude beherbergte seit 1689 die durch Herzog Christian I. von Sachsen-Merseburg privilegierte Apotheke. Es handelt sich hier um ein zweigeschossiges Gebäude mit Mansardgiebeldach. Die Entstehung wird auf inschriftlich auf das Jahr 1689 datiert. | weitere Bilder |
| 09135084                         | Hauptstraße 81 (Lage)                              | Altes Pfarrhaus Doberlug | Es handelt sich hier um einen zweigeschossigen Fachwerkbau mit Satteldach. Die Entstehung wird auf das Jahr 1676 datiert. | weitere Bilder |
| 09135052                         | Karl-Liebknecht-Straße (Lage)                      | Kursächsische Distanzsäule | Die Entstehung der Kursächsischen Postmeilensäule wird auf das Jahr 1736 datiert. Eine Umgestaltung erfolgte bereits im Jahre 1887. | weitere Bilder |
| 09135661                         | Karl-Liebknecht-Straße 23 (Lage)                   | Fabrikantenwohnhaus | Es handelt sich hier um das einstige Wohnhaus des Gerbereibesitzers Pauligk. Das zweigeschossige Gebäude ist mit einem Walmdach ausgestattet. Die Entstehung wird auf das Jahr 1917 datiert. | weitere Bilder |
| 09135066                         | Kirchstraße (Lage)                                 | Stadtpfarrkirche St. Marien | Mit Baubeginn um 1280 ist die Kirche eines der ältesten Gebäude Kirchhains. Nach mehrfachen Veränderungen entstand eine spätgotische Backstein-Basilika mit bemaltem hölzernen Tonnengewölbe und einem spätromanischen Backsteinturm. Die Kirche ist mit einem Altaraufsatz von 1743 und einer Kanzel aus dem 18. Jahrhundert ausgestattet. Die ursprünglich drei Türme der Kirche sind noch heute im Wappen von Doberlug-Kirchhain zu finden. Wegen Baufälligkeit wurden diese 1590 durch zwei Spitzhelme ersetzt. | weitere Bilder |
| 09135026                         | Mittelstraße 1 (Lage)                              | Wohnhaus | Es handelt sich hier um einen zweigeschossigen Fachwerkbau mit Satteldach. Die Entstehung wird auf das erste Viertel des 18. Jahrhunderts datiert. | weitere Bilder |
| 09135540                         | Mittelstraße 9 (Lage)                              | Wohnhaus mit Seitenflügel | Es handelt sich hier um einen zweigeschossigen Fachwerkbau mit Satteldach. Die Entstehung wird auf die Zeit zwischen 1680 und 1720 datiert. | weitere Bilder |
| 09136020                         | Mittelstraße 26 (Lage)                             | Wohnhaus | Es handelt sich hier um einen 1 ⁄2-geschossigen Fachwerkbau mit Satteldach. Die Entstehung wird inschriftlich auf das Jahr 1686 datiert. | weitere Bilder |
| 09135530                         | Poststraße 7 (Lage)                                | Postamt Doberlug | Es handelt sich hier um einen zweigeschossigen Klinkerbau mit Satteldach Die Entstehung wird auf die Jahre 1893 und 1894 datiert. | weitere Bilder |
| 09135022                         | Potsdamer Straße 9 (Lage)                          | Wohnhaus mit Hofbebauung | Alte Bibliothek mit Kreuzgratgewölbe. Es handelt sich hier um einen zweigeschossigen Ziegelbau mit Mansardgiebeldach. Die Entstehung wird auf die zweite Hälfte des 16. Jahrhunderts datiert. | weitere Bilder |
| 09135051                         | Potsdamer Straße 18 (Lage)                         | Weißgerbermuseum | Es handelt sich hier um ein zweigeschossiges Gebäude mit Satteldach und Giebelwalm. Die Entstehung wird auf das Jahr 1753 datiert. | weitere Bilder |
| 09135569                         | Potsdamer Straße 50 (Lage)                         | Wohnhaus mit Ladeneinbau | Es handelt sich hier um einen zweigeschossigen Gebäude mit Satteldach. Die Entstehung wird auf die Jahre 1880 bis 1890 datiert. Besitzer war einst der Brauer Ernst Kühne. Die Fassade zeigt noch in den 2010ern über der Inschrift Brauerei Kühne den Namen Alfred Fendt. In den 1950er Jahren existierte die Stadtbrauerei Adolf Säuberlich. In den 1990er Jahren war der Videoverleih Video Point in dem Gebäude untergebracht.                                                                                  | weitere Bilder |
| 09136028                         | Potsdamer Straße 56 (Lage)                         | Mietwohnhaus | Es handelt sich hier um ein zweigeschossiges Gebäude mit Satteldach. Die Entstehung wird auf das Jahr 1924 datiert. Für die Entwürfe zeichnete der Leipziger Architekt Ernst Steinkopf verantwortlich. Besitzer war einst der Schmiedemeister Rudolf Zaack. | weitere Bilder |
| 09135306                         | Schillerstraße 17 (Lage)                           | Wohn- und Geschäftshaus einschließlich Hofpflasterung und dreiseitig geschlossener Hofbebauung mit Werkstatt und Wirtschaftsgebäuden.                           | Der Klinkerbau entstand in den Jahren 1909 und 1910. | weitere Bilder |
| 09135065                         | Schlossplatz 1, Schlossstraße, Kantorstraße (Lage) | Gesamtanlage Kloster Doberlug mit Klosterkirche und Refektorium, Schloss mit Schlossgraben, Schlossgarten sowie historischen Freiflächen und Einfriedungsmauern | Das Schloss Doberlug ist eine im Renaissancestil errichtete Vierflügelanlage. Die ursprüngliche Entstehung wird auf die zweite Hälfte des 13. Jahrhunderts datiert. | weitere Bilder |
| 09136169 Teilobjekt zu: 09135065 | Schlossstraße (Lage)                               | Klosterkirche Doberlug | Ehemalige Schloss- und Klosterkirche Doberlug. Teil des 1165 gestifteten Klosters Dobrilugk. Sie gilt als der älteste erhaltene Sakralbau der Zisterzienser im Osten Deutschlands. Die Pfeilerbasilika wurde zwischen 1184 und 1228 erbaut und nach der Reformation zu einer Schlosskirche umgebaut. Mitte des 19. Jahrhunderts wurde das Mobiliar wieder entfernt und unter der Leitung des Architekten Carl Weber in den Jahren 1905 bis 1909 umgebaut.                                                           | weitere Bilder |
| 09136168 Teilobjekt zu: 09135065 | Schlossplatz (Lage)                                | Refektorium des Klosters Doberlug | Im Südflügel des Klosters befindet sich ein Refektorium. Das Gebäude wurde 1950 zum Kulturhaus der Armee umgebaut und 1999 restauriert. Es handelt sich hier um ein zweigeschossiges Gebäude mit Satteldach. Die Entstehung wird auf die Zeit zwischen 1186 und 1215 datiert. | weitere Bilder |
| 09136167 Teilobjekt zu: 09135065 | Schlossplatz 1 (Lage)                              | Schlossanlage | | BW             |
| 09135579                         | Torgauer Straße 15 (Lage)                          | Villa Schmersow | Wohnhaus des Druckereibesitzers Schmersow (vormals Zahn und Bändel). Es handelt sich hier um ein eingeschossigen Fachwerkbau mit Mansarddach. Die Entstehung wird auf das Jahr 1913 datiert. Für den Entwurf und die Ausführung zeichnete vermutlich der Maurermeister Langenberg verantwortlich. | weitere Bilder |
| 09135016                         | Waldhufenstraße 96 (Lage)                          | Turnhalle mit Anbau und Gedenkstein | Turnhalle, errichtet 1910 vom Turnverein EV Kirchhain mit jüngerem Anbau und Gedenkstein für den Obergauturnwart Carl Günther (1851–1927). Es handelt sich hier um einen eingeschossiges Gebäude mit Satteldach. Im Jahre 1925 erfuhr das Gebäude eine Erweiterung. | weitere Bilder |
| 09136017 Teilobjekt zu: 09135016 | Waldhufenstraße 96 (Lage)                          | Gedenkstein | Der Gedenkstein befindet sich vor der Turnhalle. Gewidmet ist der Gedenkstein dem Turnwart Carl Günther. | BW             |

### Dübrichen
| ID-Nr.            | Lage                | Bezeichnung                  | Beschreibung | Bild                         |
| ----------------- | ------------------- | ---------------------------- | --- | ---------------------------- |
| 09135081 Wikidata | (Lage)              | Dorfkirche                   | Es handelt sich hier um eine Saalkirche aus Feldstein mit Satteldach. Die Entstehung wird auf das Jahr 1908 datiert.                       | weitere Bilder               |
| 09135512          | Dübrichen 7 (Lage)  | Dorfkrug                     | Es handelt sich hier um ein zweigeschossiges Gebäude mit Krüppelwalmdach. Die Entstehung wird auf die Zeit zwischen 1786 und 1825 datiert. | Dorfkrug                     |
| 09135044          | Dübrichen 17 (Lage) | Blockhaus mit Fachwerkgiebel | Es handelt sich hier um einen Blockbau mit Fachwerkgiebel.                                                                                 | Blockhaus mit Fachwerkgiebel |

### Frankena
| ID-Nr.   | Lage                    | Bezeichnung | Beschreibung | Bild       |
| -------- | ----------------------- | ----------- | --- | ---------- |
| 09135114 | Am Mühlenfließ 6 (Lage) | Dorfkirche  | Die evangelische Kirche stammt aus der Mitte des 13. Jahrhunderts. Es ist ein Feldsteinbau. Der Turm wurde 1488 umgebaut. Der Altaraufsatz stammt aus dem Ende des 17. Jahrhunderts. | Dorfkirche |

### Lichtena
| ID-Nr.   | Lage                  | Bezeichnung   | Beschreibung                                           | Bild           |
| -------- | --------------------- | ------------- | ------------------------------------------------------ | -------------- |
| 09135057 | An der Mühle 1 (Lage) | Bockwindmühle | Die Bockwindmühle wurde wahrscheinlich um 1650 erbaut. | weitere Bilder |

### Lugau
| ID-Nr.   | Lage                    | Bezeichnung | Beschreibung | Bild       |
| -------- | ----------------------- | ----------- | --- | ---------- |
| 09135070 | Dorfkirche Lugau (Lage) | Dorfkirche  | Es handelt sich hier um einen Feldsteinsaalbau mit Satteldach. Die ursprüngliche Entstehung wird auf die Mitte des 13. Jahrhunderts datiert. | Dorfkirche |

### Nexdorf
| ID-Nr.            | Lage   | Bezeichnung | Beschreibung                                                                                              | Bild           |
| ----------------- | ------ | ----------- | --- | -------------- |
| 09135120 Wikidata | (Lage) | Dorfkirche  | Der Fachwerkbau entstand erst in den Jahren 1936 bis 1939. Eine umfangreiche Restaurierung erfolgte 1980. | weitere Bilder |

### Prießen
| ID-Nr.   | Lage              | Bezeichnung | Beschreibung | Bild           |
| -------- | ----------------- | ----------- | --- | -------------- |
| 09135072 | Dorfstraße (Lage) | Dorfkirche  | Es handelt sich hier um eine Saalkirche aus Feld- und Backstein. Die Entstehung wird auf das 14. Jahrhunderts datiert. | weitere Bilder |

### Trebbus
| ID-Nr.   | Lage                  | Bezeichnung                                      | Beschreibung | Bild           |
| -------- | --------------------- | ------------------------------------------------ | --- | -------------- |
| 09135130 | (Lage)                | Dorfkirche                                       | Es handelt sich hier um einen Saalbau aus Feld- und Backstein mit Westquerturm. Die ursprüngliche Entstehung wird auf die zweite Hälfte des 13. Jahrhunderts datiert.                                           | weitere Bilder |
| 09135054 | Trebbus Nr. 18 (Lage) | Bockwindmühle, am Ortsausgang Richtung Arenzhain | Die Bockwindmühle steht zwischen den Ortsteilen Trebbus und Arenzhain. In der Mühle befindet sich ein Mehlgang, ein Schrotgang und eine Hirsestampfe, mit welcher besonders hartes Getreide vorbehandelt wurde. | weitere Bilder |

### Werenzhain
| ID-Nr.                           | Lage                               | Bezeichnung                                                     | Beschreibung | Bild                                                            |
| -------------------------------- | ---------------------------------- | --------------------------------------------------------------- | --- | --------------------------------------------------------------- |
| 09135129                         | (Lage)                             | Dorfkirche und Friedhofsmauer                                   | Es handelt sich hier um eine Saalkirche aus Feldstein mit Satteldach. Die ursprüngliche Entstehung wird auf die Mitte des 13. Jahrhunderts datiert. | weitere Bilder                                                  |
| 09135580                         | Werenzhainer Hauptstraße 76 (Lage) | Lehn-Schank-Gut: Gasthof mit landwirtschaftlichen Nebengebäuden | Der Gasthof befindet sich unmittelbar neben der Kirche. Beim Gasthof selbst handelt sich hier um einen zweigeschossigen Ziegelbau mit Satteldach mit Festsaal aus dem Jahre 1889. Außerdem stehen noch weitere Gebäude des Gehöftes unter Denkmalschutz. | Lehn-Schank-Gut: Gasthof mit landwirtschaftlichen Nebengebäuden |
| 09136339 Teilobjekt zu: 09135580 | Werenzhainer Hauptstraße 76 (Lage) | Gasthof                                                         | | BW                                                              |
| 09136340 Teilobjekt zu: 09135580 | Werenzhainer Hauptstraße 76 (Lage) | Stall                                                           | | BW                                                              |
| 09136343 Teilobjekt zu: 09135580 | Werenzhainer Hauptstraße 76 (Lage) | Taubenturm                                                      | | BW                                                              |
| 09136341 Teilobjekt zu: 09135580 | Werenzhainer Hauptstraße 76 (Lage) | Kuhstall & Schafstall & Pferdestall                             | | BW                                                              |
| 09136342 Teilobjekt zu: 09135580 | Werenzhainer Hauptstraße 76 (Lage) | Scheune                                                         | | BW                                                              |